# Wildgraafschap Dhaun

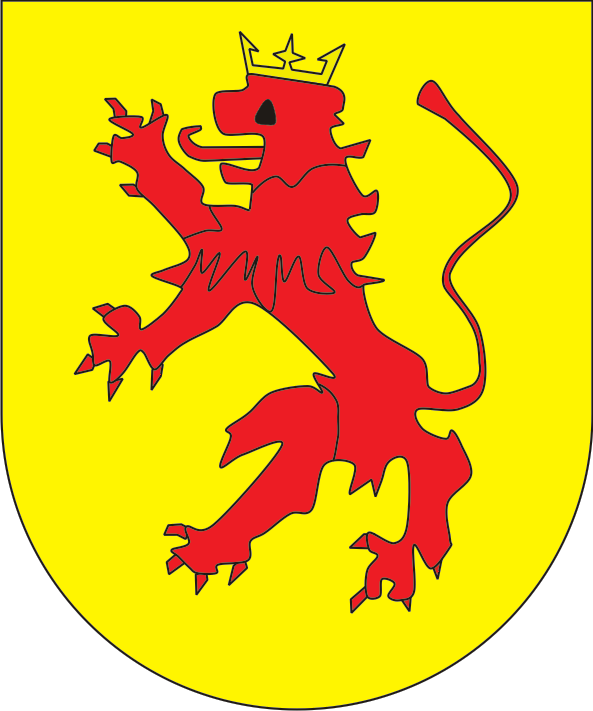
Wildgraafschap Dhaun

Het wildgraafschap Dhaun was een tot de Boven-Rijnse Kreits behorend graafschap binnen het Heilige Roomse Rijk, gegroeid rond een burcht in Dhaun in Rijnland-Palts.

## Inleiding
De burcht Dhaun werd gebouwd door de wildgraven. In 1221 wordt vermeld dat de burcht in bezit is van Koenraad, graaf van Dhaun. Bij de deling van het wildgraafschap in 1263 ontstaat er een tak te Dhaun en een tak te Kyrburg. Met de dood van wildgraaf Jan in 1350 sterven de wildgraven van Dhaun uit. Ten gevolge van het huwelijk van zijn zuster, Hedwig met rijngraaf Jan komt het gebied aan het huis van het rijngraafschap Stein.

## De uitbouw van het wildgraafschap Dhaun (1350-1520)
Het huwelijk van Jan II met wildgravin Margaretha van Kyrburg (bij Kirn) levert in 1409 de hereniging met het wildgraafschap Kyrburg. Hiermee is de basis gelegd voor het wild- en rijngraafschap. Het huwelijk van wild- en rijngraaf Jan V met Johanna van Salm levert de opvolging in 1475 in het graafschap Salm in de Vogezen. Ten gevolge van het huwelijk van Jan VI met Johanna van Moers-Saarwerden groeit het bezit in 1513 verder met de helft van de bezittingen van de heren van Vinstingen in Lotharingen:
Diemeringen, Mörchingen (Frans: Morhange), Püttlingen (Frans: Puttelange-aux-Lacs), Augweiler (Frans: Ogéviller) en Neuweiler (Frans: Neuviller-sur-Moselle).

## De versplintering van het bezit (1520-1561)
In 1520 delen de zonen van Jan VI:
- Filips te Dhaun krijgt: het graafschap Salm en de heerlijkheden Ogéviller, Pelligni, Neuviller, Bayon en het aandeel in de heerlijkheid Vinstingen, de heerlijkheid Grumbach, het rijngraafschap Stein, het wildgraafschap Dhaun, een deel van het gerecht Rhaunen, het gerecht Hausen en de heerlijkheid Püttlingen.
- Jan VII te Kyrburg krijgt het wildgraafschap Kyrburg en de heerlijkheden Flonheim, Dhronecken, Wildenburg, Diemeringen, Wörrstadt en Windesheim. (uitgestorven 1688)
- gemeenschappelijk blijven Kirn en Meddesheim met Kirschroth

## Het verkleinde wildgraafschap (1561-1750)
In 1561/74 delen de zonen van Filips Frans:
- Frederik te Salm krijgt het graafschap Salm en de heerlijkheden Ogéviller, Pelligni, Neuviller, Bayon en het aandeel in de heerlijkheid Vinstingen.
- Jan te Grumbach krijgt de heerlijkheid Grumbach en het rijngraafschap Stein
- Adolf Hendrik te Dhaun krijgt het wildgraafschap Dhaun, een deel van het gerecht Rhaunen, het gerecht Hausen en de heerlijkheid Püttlingen

In 1688 worden na het uitsterven van de linie in Kyrburg geërfd 3/4 van de heerlijkheid Flonheim, 1/4 van de heerlijkheid Diemeringen, 1/4 van Kirn en 1/2 van Meddesheim met Kirschroth.
Na de dood van Johan Filips in 1697 krijgt de jongere zoon de heerlijkheid Püttlingen, maar na de dood van de oudste broer in 1733 wordt het bezit weer herenigd.
In 1750 sterft de tak uit. Püttlingen komt via de dochter van wildgraaf Karel aan de vorst van Löwenstein-Wertheim.
De overige landen worden in 1764 verdeeld onder Salm-Salm en Salm-Grumbach.
In 1797 wordt het wildgraafschap bij Frankrijk ingelijfd. Het Congres van Wenen voegt het voormalige wildgraafschap in 1815 bij het koninkrijk Pruisen.

## Regenten
| regering       | naamkop 2              | geboren    | overleden  | familie         |
| -------------- | ---------------------- | ---------- | ---------- | --------------- |
| 1327-1333      | Jan I                  |            | -9-1333    |                 |
| 1333-1383      | Jan II                 | voor 1333  | 16-2-1383  | zoon            |
| 1383-1428      | Jan III                | 1371       | 8-4-1428   | zoon            |
| 1428-1476      | Jan IV                 | voor 1422  | 30-6-1476  | zoon            |
| 1476-1495      | Jan V                  | 17-11-1436 | 2-9-1495   | zoon            |
| 1495-1499      | Jan VI                 | voor 1470  | 25-12-1499 | zoon            |
| 1499/1512-1521 | Filips                 | 8-9-1492   | 27-8-1521  | zoon            |
| 1521-1561      | Filips Frans           | 4-8-1518   | 28-1-1561  | zoon            |
| 1561-1569      | Johan Filips I         | 30-9-1545  | 3-10-1569  | zoon            |
| 1569-1574      | Frederik               | 3-2-1547   | 26-10-1608 | broer           |
| 1574-1606      | Adolf Hendrik          | 1557       | 20-2-1606  | broer           |
| 1606-1638      | Wolfgang Frederik      | 1589       | 24-12-1638 | zoon            |
| 1638-1673      | Johan Lodewijk         | 1620       | 6-11-1673  | zoon            |
| 1673-1693      | Johan Filips II        | 28-10-1645 | 26-6-1693  | zoon            |
| 1693-1733      | Karel                  | 11-9-1675  | 26-3-1733  | zoon            |
| 1733-1742      | Johan Filips III       | 20-1-1724  | 13-9-1742  | zoon            |
| 1742-1748      | Christiaan Otto        | 14-4-1680  | 24-1-1748  | broer van Karel |
| 1748-1750      | Johan Frederik         | 24-7-1724  | 27-1-1750  | zoon van broer  |
| 1750-1750      | Karel Leopold Lodewijk | 30-12-1748 | 23-2-1750  | zoon            |
| 1750-1750      | Frederik Willem        | 5-1-1750   | 10-6-1750  | broer           |